# Cerklje ob Krki
Cèrklje ob Kŕki [cə̀rklje ob kŕki] so naselje in krajevna skupnost v Občini Brežice.
Najbolj je znano po istoimenski letalski bazi, v sklopu katere se nahajata letališče Cerklje ob Krki in Vojašnica Cerklje ob Krki. V vasi so med drugim tudi osnovna šola, gasilski dom, dvorana za prireditve, pošta, športno letališče, kopališče na Krki in farna cerkev svetega Marka, ki sodi pod Škofijo Novo mesto.
V Cerkljah ob Krki je bila 8. avgusta 2013 izmerjena najvišja temperatura zraka v zgodovini uradnih merjenj v Sloveniji, 40,8 °C.

## Prebivalstvo
Etnična sestava 1991:
- Slovenci: 222 (98,2 %)
- Jugoslovani: 1
- Srbi: 1
- Neznano: 2

## Zgodovina

### 2. svetovna vojna
Nemški okupator je 1941 izgnal prebivalce v Nemčijo, kraj preimenoval v Birkenfeld in v njem naselil nemške koloniste. Iz bližnjega letališča so nemška letala zlasti jeseni 1943 bombardirala slovenska mesta na osvobojenem ozemlju. 7. julija 1943 je Cankarjeva brigada napadla letališče in uničila nekaj letal.